# 控車
広義の控車（ひかえしゃ）とは、次のような目的を持つ鉄道車両。
狭義には事業用車の一種で、車両形式記号「ヒ」として区別される貨車（下記の1及び2）をさす。
1. 曲線の多い貨物駅や臨港線等で、連結器の偏向を減らし連結作業を容易にするために機関車に連結される車両。
2. 鉄道連絡船への航送車両積み込みの際、船舶に機関車の重量をかけないために連結する車両。
3. 操重車の回送時にクレーンブームを収納するための車両。主に長物車が使用される。
4. 貨車の車長より長い貨物を輸送したり、車体が連結器よりも先に伸びている車両を運用する際に、張出分を補償するため、その前後に連結する車両。本来は遊車と呼ぶべき物である。二軸の長物車を使用することが多い。
5. 車両工場等で、建物内に車両を押し込む際、機関車が建物内にまで入らなくてよいように、あるいは架線のない場所にまで押し込むことが可能なように間に連結する車両。他の目的と兼用されることが多い。
6. トロッコ列車で、荒天時やトロッコ車両に乗車できない区間において、乗客が待機するための旅客車両のこと。
7. 動態保存機関車や、一部の私有機関車等で、回送時に付属品や添乗員の輸送のために連結される客貨車。
8. 連結器が異なる機関車と電車など、通常はお互いに連結できない車両を連結させる必要がある場合に、アダプタとして使用する車両。この場合の控車は、貨車とは限らない。同じ目的でも甲種鉄道車両輸送時に連結される場合は通常遊車と呼ばれる。ただし、1960年代前半に双頭型両用連結器の実用化により、双頭型両用連結器装備車両にはこの措置は基本的に不要となった。
9. 危険物（火薬類や核物質）の輸送や混合列車において、安全のために機関車や客車などの有人車両と貨物の間の離隔距離を確保する目的で機関車と客車、あるいは貨車と客車の間に連結される無人の車両。

## 連結作業に使われる控車
貨物駅や操車場等で、貨車の解結作業時に使用する。通常は側板を持たない二軸車が使用され、作業員の添乗を考慮して手すりが設けられる場合が多く、なかには作業員待機のために屋根のかかった控室をもつものもある。古い無蓋車を改造するケースが多い。
車両形式記号は「控える」からとった「ヒ」である。

## 連絡船への車両積み込みに使用する控車

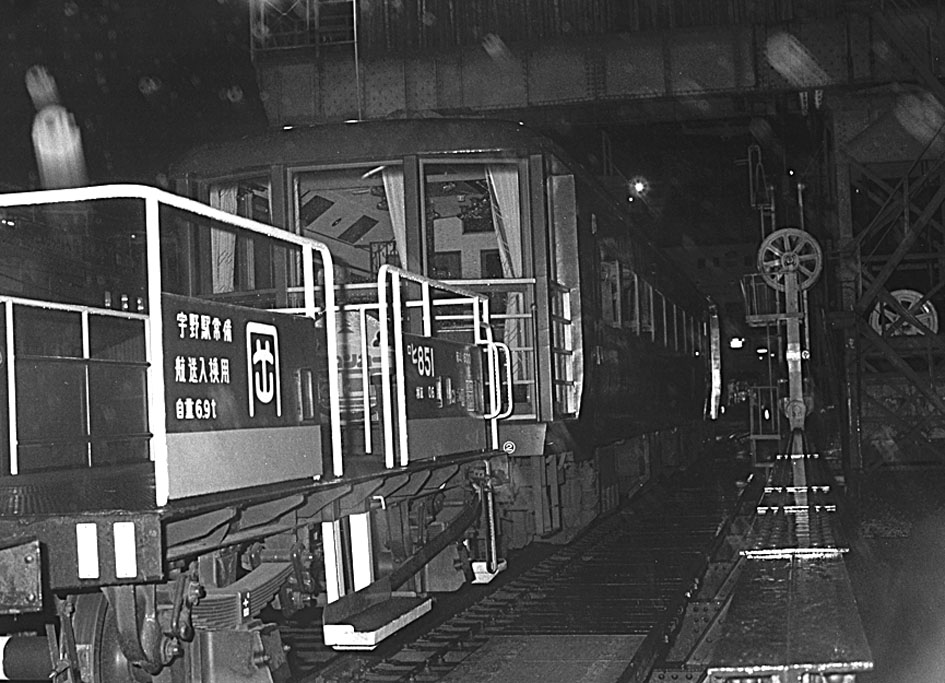
航送車両に連結された控車の例（ヒ600形・高松駅・1984年12月16日）

青函連絡船や宇高連絡船など、日本国有鉄道（国鉄）が運営していたいくつかの航路では、貨車や荷物車・郵便車などを直接船舶に積み込み、輸送の迅速化を図った「車両航送」が実施されていたが、その船への出し入れをおこなう際、貨車と機関車の間に空の貨車や専用の控車を数両連結するのが通例であった。
その目的は、可動橋先端部から船体にかけて重量の重い機関車がのると、通常ヒーリングポンプで船がその分沈み込んだ分を修正するが、可動橋と船体接続部は、傾斜の変化により踏面が不安定になり、その不安定な可動橋や接続部踏面上で入替機関車が直接駆動力や制動力をかけると空転・滑走して脱線や激突の危険が生じるためであり、可動橋の強度上の理由とする俗説は誤りである。実際C62形でさえ青函連絡船により航送されている。
構造的には通常の連結作業に使われる控車と大差ないが、後年は控室を持たない車両が使用された。車両形式記号は同じく「ヒ」である。

## 機関車回送時に使用する控車
JR東日本は、自社が保有する蒸気機関車を回送する際の係員添乗のためにスハフ12形を機関車各部の温度等のセンサをモニタできる様改造の上、オヤ12形として使用している。その他の例では営業用車両を一時的に使用する場合が多い。

## 異種の車両連結のために使われる控車
異種連結器を変換するアダプタとして使用されるものが多く、勾配区間での補助機関車連結用や、異種電化区間、非電化区間への電車の乗り入れのために、電源車との兼用で連結される。事業用車として改形式されることもあるが、営業用旅客車・貨物車をそのまま使用することもある。
- 山陽本線瀬野 - 八本松間（瀬野八）の上り勾配で出力不足となる153系電車の補助機関車としてEF61形電気機関車を連結するために、自動連結器と密着連結器を装備したオヤ35形が使用された。

- 直流電化用の151系電車が交流電化区間の鹿児島本線博多駅に乗り入れる際、電源車を兼ねた控車（サヤ420形）を介して電気機関車に連結の上、牽引された（両端とも自動連結器）。

- 房総夏期臨時ダイヤで設定の急行「汐風｣（153系電車）・準急「白浜｣（80系電車）が非電化だった千葉以西[1]にDD13形ディーゼル機関車重連牽引で乗り入れる際に、電源車兼用としてクハ16形を控車として使用。

- 電車特急の「有明」が非電化時代の豊肥本線水前寺駅に乗り入れる際も、電源車兼用の控車（スハフ12形、ヨ8000形（28000番台））を介して、ディーゼル機関車に連結された。

- 臨時快速「葉っピーきよさと」「信州循環列車」に使用された169系電車が、非電化の小海線内でディーゼル機関車に牽引される際、電源車としてスハフ12形客車が使用された。電車の連結器は自動連結器に交換された。

- 1988年に来日した「オリエント急行」牽引用に、日本で使用される自動連結器と欧州で使用されるネジ式連結器を両方装備した車両が用意され、オニ23形とマニ50形が編成の前後に連結された。

- 新幹線車両の甲種輸送時には、新幹線用連結器を装備したシム1形を介して使われる。

- JR東日本では2019年まで廃車回送の際に機関車牽引時の控車としてリゾートエクスプレスゆうの電源車・マニ50 2186が使用されていた。

- 日本から南米・アルゼンチンへ新車で輸出され、主要機器の製造元より"Toshiba"と呼ばれるサルミエント線およびミトレ線用電車M.U.2000（7000）/1000・ロカ線用電車M./R.4000は柴田式密着連結器を装備する。これらが現地で工場に出入場するため、密着連結器を装備したディーゼル機関車に牽引される必要があるが、常時密着連結器を装備する機関車は3両程度であるので、別途通常のネジ式を装備したディーゼル機関車に牽引される際に使用するアダプターとして片方に密着連結器、もう片方にネジ式連結器を装備する車両が用意されている。前者には同型の電車を電装解除した車両（全4両）もしくは同国のフィアット子会社Materferで製造されたフィアット7131気動車の機関を降ろした車両（全2両・廃車済み）が、後者には日本国有鉄道の控車（ヒ）と同様の無蓋車が連結される。また、電車の一部車両は電気・空気併用ブレーキから全電気指令式空気ブレーキに交換されているため、これらの用途の機関車やアダプター車両の中にはブレーキ読み替え装置を搭載しているものも存在する。

- 南米・チリの首都サンティアゴ・デ・チレと同国南部の都市コンセプシオンおよびテムコを結ぶ季節運行の夜行列車であるEFEテムコには、電源車を兼ねた自動連結器とネジ式連結器のアダプター客車が連結される。これは、牽引するイタリアのアンサルドブレーダ[注記 1]製の電気機関車およびアメリカ合衆国・GE製のディーゼル機関車が自動連結器を装備することに対し、牽引されるスペイン・レンフェから中古で購入した10000形客車はスペイン時代と同様のネジ式連結器を装備しており、その間のアダプターと客車電源提供の役目をする車両が必要であることに因んでいる。この車両自体は1920年代にドイツ・リンケ=ホフマンで製造された木造客車を1950年代にチリの鉄鋼会社ソコメタルで鋼体化した物の内装を撤去したものである。

- アメリカ合衆国・アムトラックの客車スーパーライナーには、トランジションドーム（Transition Dorm、短縮形でTransdormとも）やステップアップコーチ(Step up coach)と称するアダプター車が存在する。スーパーライナーは2階に貫通路を設置するため、他の系列の客車を連結して貫通させるときに用いられ、車両の一端の通路が階段状に造られている。客室の一部は乗務員や車内サービス係員の寝室に充てられている。

## 安全上の目的で使われる控車

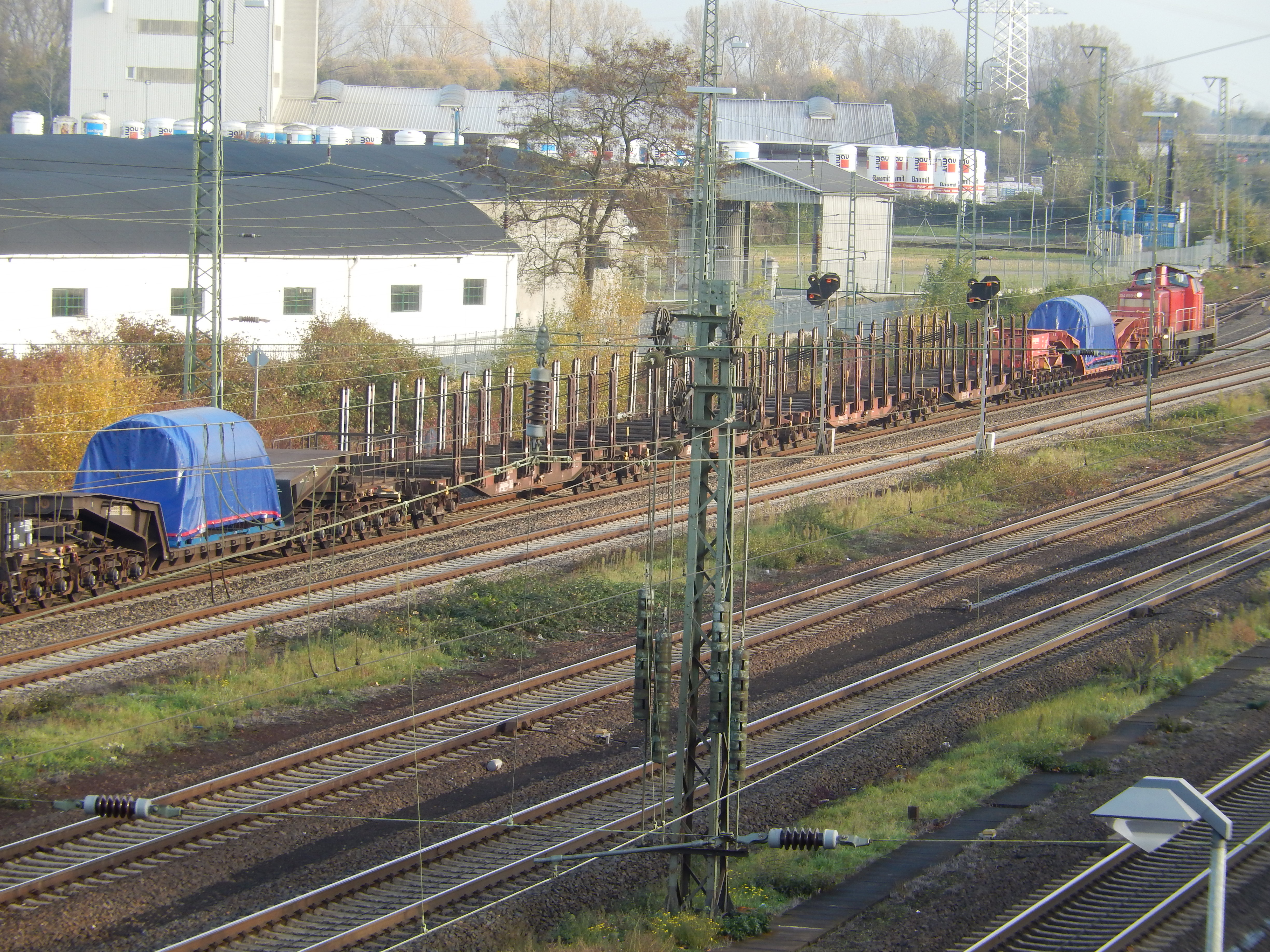
ドイツのビーブリス原子力発電所最寄りのビーブリス駅でドライキャスクに収めた使用済み核燃料を積み出す貨物列車。ブルーシートがかけられた2つのドライキャスクの間に4両の控車（Schutzwagen）が連結されている。

ドイツでは Schutzwagen、イタリアでは Carro scudo と呼ぶ。ドイツでは法律によりすべての機関車牽引の客車列車において機関車と客車の間に必ず連結するものとされていたが、ドイツ国鉄では1933年10月8日に廃止された。イタリアでも1930年代に列車運行規則において蒸気機関車と客車の間に無人の控車を連結するよう定めていた。乗客や係員の安全を確保するのが目的のため、係員が乗車して仕訳業務を行う郵便車は原則として控車扱いにすることができず、荷物車などを宛てることが多かった。混合列車の場合も走行中に荷崩れした貨物が客車に飛び込んで乗客を危険に晒すことのないよう、控車が連結された。現在でも危険物輸送に際して危険物同士の離隔距離を確保するために控車が連結される。

### 注記
1. ↑  2015年に日立製作所に買収され、2019年に日立レールに改名